# Ripley (Oklahoma)
Ripley es un pueblo situado en el condado de Payne, Oklahoma, Estados Unidos. Tiene una población estimada, a mediados de 2023, de 351 habitantes.

## Geografía
La localidad está ubicada en las coordenadas 36°00′57″N 96°54′14″O / 36.01584, -96.903844 (36.01584, -96.903844).

## Demografía
Según la estimación 2018-2022 de la Oficina del Censo, los ingresos medios de los hogares de la localidad son de $40,357 y los ingresos medios de las familias son de $51,250. Alrededor del 19.3% de la población está por debajo de la línea de pobreza.